# Telestes pleurobipunctatus
Telestes pleurobipunctatus és una espècie de peix cipriniforme de la família dels ciprínids.

## Morfologia
- Els mascles poden assolir 18 cm de longitud total.[4][5]

## Reproducció
Té lloc entre febrer i maig.

## Alimentació
Menja principalment larves d'insectes i, també, d'altres animals i matèria vegetal.

## Hàbitat
És un peix d'aigua dolça.

## Distribució geogràfica
Es troba a Europa: és una espècie de peix endèmica de Grècia.